# FIFAFifi TFC
Der FIFAFifi TFC Atsinana ist ein madagassischer Fußballverein mit Sitz in der Stadt Toamasina. Der Verein wurde 2004 gegründet und hat sich seitdem in der regionalen und nationalen Fußballszene Madagaskars etabliert.

## Geschichte
Der FIFAFifi TFC Atsinana wurde im Jahr 2004 in Toamasina gegründet. Der Verein bestritt sein erstes offizielles Pflichtspiel am 28. August 2004 im Coupe de Madagascar, wo er in der ersten Runde gegen USCAF Foot mit 0:3 unterlag.
Im Jahr 2005 nahm das Team an der Ligue de Football Atsinanana teil, einer der höchsten regionalen Spielklassen des Landes, und erreichte eine Platzierung unter den besten fünf Teams. Im Pokalwettbewerb desselben Jahres schied der Verein in der ersten Runde mit einer deutlichen 1:7-Niederlage gegen USRJ aus.
2010 qualifizierte sich der Verein zum vierten Mal für den Coupe de Madagascar und erreichte erstmals die zweite Runde. Im Sechzehntelfinale traf FIFAFifi TFC auf Ajesaia Analamanga und verlor das Spiel im September 2010 mit 0:2.
Ein bedeutender Meilenstein in der Vereinsgeschichte war die Qualifikation für die THB Champions League im Jahr 2014, der höchsten madagassischen Spielklasse. Dies gelang dem Team durch den Gewinn der Regionalmeisterschaft in Atsinanana. Nach fünf Spieltagen führte FIFAFifi TFC die Gruppe an und qualifizierte sich für die Meisterschaftsendrunde. Am 3. Oktober 2014 besiegte der Verein FCA Ilakaka mit 12:0, erreichte jedoch letztlich nur den dritten Platz und verpasste damit knapp das Finale.
Trotz einer erfolgreichen Saison 2014 nahm das Team 2015 nur am Telma Coupe de Madagascar teil und schied in der ersten Runde mit einer 2:3-Niederlage gegen FC Dragon de Brickaville aus. Auch 2016 konnte sich FIFAFifi FC als Vizemeister der Regionalmeisterschaft von Atsinanana nicht für den Aufstieg qualifizieren. Obwohl der FC Vatomandry die Regionalmeisterschaft mit zwei Punkten Vorsprung auf Platz 1 beendete, durfte FIFAFifi FC aufgrund eines weniger absolvierten Spiels aufsteigen. In der abschließenden Tabelle belegte der Verein den vierten Platz, nur einen Punkt hinter dem dritten Platz, der zur Teilnahme an der Meisterschaftsendrunde berechtigt hätte.
In den folgenden Jahren setzte der Verein seine Teilnahme an regionalen Wettbewerben fort. 2018 erreichte FIFAFifi TFC das Halbfinale der Regionalmeisterschaft, und 2019 stand der Verein im Finale. Im Jahr 2022 belegte FIFAFifi ENAP in der Zone Sud, der zweiten Liga, den dritten Platz und scheiterte im Viertelfinale gegen TGBC Akademia.

## Erfolge
- Atsinanana Regionalmeister (2): 2014, 2017[9]
- Atsinanana Regionalvizemeister (2): 2015, 2019

## Stadion
Die Heimspiele des Vereins werden im Stadion Barikadimy ausgetragen, das eine Kapazität von 20.000 Zuschauern hat. Das Stadion wird auch vom JET Mada FC genutzt.